# Тайбус-Ци
Хошун Тайбус-Ци (кит. упр. 太仆寺旗, пиньинь Tàipúsì qí) — хошун аймака Шилин-Гол автономного района Внутренняя Монголия (КНР).

## История
Во времена империи Цин слово «тайбус» было названием чиновничьей должности при императорском дворе. Тайбус отвечал за дела, связанные с объектами скотоводства (лошадьми, коровами, баранами) для императора, его служб и армии: разведение, откорм и т. п. В связи с этим в его ведении находились крупные пастбища, которые, в соответствии с традициями кочевников, были разделены на левое и правое «крылья»; территория современного хошуна Тайбус-Ци — это земли бывших пастбищ левого крыла.
После Синьхайской революции на этих землях начало появляться оседлое население, и в 1925 году для администрирования китайского населения был создан уезд Баочан (宝昌县); администрирование монгольского населения продолжало осуществляться через традиционные структуры. В 1937 году Пастбища левого крыла были преобразованы в хошун Тайбус-Цзоци (太仆寺左旗, «Левое знамя тайбуса»).
В 1956 году уезд Баочан и хошун Тайбус-Цзоци были объединены в хошун Тайбус-Ци.

## Административное деление
Хошун Тайбус-Ци делится на 5 посёлков, 1 волость и 1 сомон.